# Saint-Trivier-de-Courtes
Saint-Trivier-de-Courtes – miejscowość i gmina we Francji, w regionie Owernia-Rodan-Alpy, w departamencie Ain.

## Nazwa
Nazwa miejscowości wywodzi się od imienia św. Treweriusza (Triweriusza).

## Demografia
Według danych na styczeń 2012 roku gminę zamieszkiwało 1101 osób, a gęstość zaludnienia wynosiła 66,6 osób/km².